# دهستان ملاسرا
دهستان ملاسرا نام دهستانی در بخش مرکزی شهرستان شفت، استان گیلان در ایران است. براساس سرشماری مرکز آمار ایران در سال ۱۳۸۵، جمعیت آن ۱۵۵۹۶ نفر (۳۹۰۸ خانوار) بوده‌است.